# Rivula constellata
Rivula constellata là một loài bướm đêm trong họ Erebidae.